# Васильєвське сільське поселення (Юринський район)
Васи́льєвське сільське поселення (рос. Васильевское сельское поселение) — муніципальне утворення у складі Юринського району Марій Ел, Росія. Адміністративний центр — село Васильєвське.

## Історія
Станом на 2002 рік існували Васильєвська сільська рада (село Васильєвське, присілки Муза, Нікольська Слобода, Розтегаїха) та Покровська сільська рада (село Покровське, присілки Абросимово, Александрово, Зинов'єво, Кугай, Куржам, Петровське).

## Населення
Населення — 351 особа (2019, 525 у 2010, 888 у 2002).

## Склад
До складу поселення входять такі населені пункти:
| Населений пункт              | Населення, осіб (2002) | Населення, осіб (2010) |
| ---------------------------- | ---------------------- | ---------------------- |
| Абросимово, присілок         | 89                     | 68                     |
| Александрово, присілок       | 43                     | 24                     |
| Васильєвське, село           | 498                    | 344                    |
| Зінов'єво, присілок          | 27                     | 9                      |
| Кугай, присілок              | 33                     | 10                     |
| Куржам, присілок             | 16                     | 0                      |
| Муза, присілок               | 6                      | 0                      |
| Нікольська Слобода, присілок | 88                     | 47                     |
| Петровське, присілок         | 2                      | 0                      |
| Покровське, село             | 41                     | 14                     |
| Розтегаїха, присілок         | 45                     | 9                      |